# Eunidia affinis
Eunidia affinis es una especie de escarabajo longicornio del género Eunidia, categorizada en la tribu Eunidiini, de la subfamilia Lamiinae. Fue descrita por Breuning en 1939.

## Descripción
Mide 5-9 mm de longitud.

## Distribución
Se distribuye por Etiopía, Corea, República Democrática del Congo y Tanzania.